# The Scarlet Letter (pel·lícula de 1926)
The Scarlet Letter és una pel·lícula dramàtica estatunidenca de 1926 basada en la novel·la homònima de de 1850 de Nathaniel Hawthorne i dirigida pel cineasta suec Victor Sjöström (acreditat com a Victor Seastrom). Hi ha impressions de la pel·lícula als arxius fílmics de MGM/United Artists i a l'UCLA Film and Television Archive. La pel·lícula es considera ara la millor adaptació cinematogràfica de la novel·la de Hawthorne.

## Repartiment
- Lillian Gish - Hester Prynne
- Lars Hanson - Reverend Arthur Dimmesdale
- Henry B. Walthall - Roger Chillingworth
- Karl Dane - Master Giles
- William H. Tooker - Governador
- Marcelle Corday - Mistress Hibbins
- Fred Herzog - Carceller
- Jules Cowles - Bidell
- Mary Hawes - Patience
- Joyce Coad - Pearl
- James A. Marcus - Capità del mar
- Nora Cecil - Townswoman (uncredited)
- Iron Eyes Cody - Nadiu americà a Dunking (sense acreditar)
- Dorothy Gray - Noia (sense acreditar)
- Margaret Mann com a Townswoman (sense acreditar)
- Polly Moran com a Jeering Townswoman (sense acreditar)
- Chief Yowlachie com a nadiu americà (sense acreditar)
- May Boley com a Jeering Townswoman (sense acreditar)

## Producció
“Al principi de la pel·lícula, Gish, com Prynne, perd el seu capell perseguint un ocell cantor a través d'un clar d'estiu. Quan el vent agafa els seus trenats fins a la cintura, Gish apareix per un instant com si s'hagués endinsat en un quadre de Botticelli... Seastrom s'apodera de la sensualitat de Gish al llarg de la pel·lícula... aportant-la a l'adaptació en gran manera fidel al costat de l'amor i l'ardent sensualitat.”— Film critic Paul Malcolm
La pel·lícula va ser la segona que Gish va fer amb el seu contracte amb M-G-M i una sortida dels papers ingènua que havia interpretat al servei del director D.W. Griffith. (La seva primera pel·lícula M-G-M va ser dirigida per King Vidor, una adaptació de La bohème amb el seu coprotagonista John Gilbert, en la qual va interpretar a la patètica tísica Mimi.) Va demanar al director de producció Louis B. Mayer específicament que fes The Scarlet Letter: el seu acord va ser reticent a causa de la preocupació de M-G-M que els censors s'oposessin a una representació franca del personatge de Nathaniel Hawthorne, Hester Prynne, les indiscrecions romàntiques de la qual desencadenen una onada de fanatisme reaccionari. El director Seastrom va desabusar d'aquestes expectatives amb un intertítol inicial "establint el calvari de Prynne [Gish] com 'una història de fanatisme sense fre'".
El rodatge va durar menys de dos mesos. La producció va costar un total de 417.000 dòlars quan es descompten els costos generals de 48.000 dòlars.

## Recepció
La pel·lícula va obtenir un benefici de 296.000 dòlars.
La pel·lícula és reconeguda per l'American Film Institute en aquestes llistes:
- 2002: AFI's 100 Years...100 Passions – Nominada[9]
- 2003: AFI's 100 Years...100 Heroes & Villains:
  - Hester Prynne – Nominada heroïna[10]